# 大津市立石山小学校
大津市立石山小学校（おおつしりつ いしやましょうがっこう）は、滋賀県大津市石山寺３丁目にある市立の小学校。

## 概要
全国的に珍しい「蜂の巣型校舎」を持つ小学校である。1967年（昭和42年）から1971年（昭和46年）にかけて児童数が約2倍となり、増加する児童に対応すべく改築した際に「蜂の巣型校舎」が建設された。

## 通学学区
以下の地域に住む児童が石山小学校への登校の対象である。
- 大津市
  - 石山寺一〜五丁目
  - 石山寺近辺
  - 平津一丁目、二丁目
  - 石山平津町
  - 大平一丁目、二丁目
- 京都府京都市伏見区
  - 醍醐一ノ切町
  - 醍醐三ノ切
  - 醍醐陀羅谷
  - 醍醐二ノ切町

## 主な進学先
卒業生は基本的に大津市立石山中学校へ進学する。

## 学区内の主な施設
- 大津市立石山中学校
- 大津清陵高等学校
- 石山公園
- 石山寺
- 滋賀大学教育学部
- 京滋バイパス 石山インターチェンジ

## 位置情報
- 北緯34度57分19.3秒 東経135度54分29.4秒 / 北緯34.955361度 東経135.908167度
- 大津市立石山小学校 - 地理院地図
- 滋賀県大津市石山寺三丁目11番20号 - Google マップ

## 関係者

### 出身者
- 藪本雅子 - フリーアナウンサー、記者、元日本テレビアナウンサー・報道局記者、元DORAメンバー